# Palárikovský park
Palárikovský park je chráněný areál v katastrálním území obce Palárikovo v okrese Nové Zámky v Nitranském kraji. Území bylo vyhlášeno v roce 1984 a jeho rozloha je 50,88 hektaru. Předmětem ochrany je historický park.